# Cyanopterus sanguineus
Cyanopterus sanguineus är en stekelart som först beskrevs av Léon Abel Provancher 1888.  Cyanopterus sanguineus ingår i släktet Cyanopterus och familjen bracksteklar. Inga underarter finns listade i Catalogue of Life.